# Play the Game
«Play the Game» — песня английской рок-группы Queen с альбома The Game, выпущенного 30 июня 1980 года. Написана Фредди Меркьюри. Песня вышла в качестве сингла с песней «A Human Body» на стороне «Б».

## Песня
Песня начинается с игры Меркьюри на синтезаторе. В записи песни использовался синтезатор фирмы Oberheim. Он также использовался в середине песни перед гитарным соло. Также Меркьюри играл на рояле. Остальные музыканты играли на своих «привычных» инструментах: Джон Дикон на бас-гитаре, Роджер Тейлор на ударных и Брайан Мэй на электрогитаре.
Первоначально песня должна была звучать совсем по-другому, но в результате вклада всех участников группы её звучание изменилось.
На концертах Меркьюри всегда играл «Play the Game» на рояле.

## Видеоклип

Группа в видеоклипе во время одного из спецэффектов

Видеоклип к песне снял режиссёр Брайан Грант 20 мая 1980 года на студии «Trillion Studios». В клипе применяется много спецэффектов, чего не было с видеоклипа к песне «Bohemian Rhapsody». Также это первый клип группы, в котором Меркьюри снялся со своими знаменитыми усами.
Видеоклип начинается с показа звёздного неба. По нему под звуки синтезатора летают микрофоны, один из которых ловит Меркьюри, и после этого он начинает петь. В клипе он не играет на рояле. На заднем плане за ним горит огонь, который был сделан с помощью спецэффектов. Когда каждый музыкант показывается отдельно, то огонь меняет цвет: за Меркьюри он оранжевый, за Мэем — бирюзовый, за Тейлором — серо-фиолетовый, а за Диконом — зелёный. Во время третьего куплета Меркьюри появляется из огня без футболки. В следующей части настроение клипа меняется: Меркьюри прыгает на ударную установку спиной вперёд и отнимает гитару Мэя и кидает обратно. Из-за этого момента в клипе гитарист не играет на своей Red Special. Далее песня играется так, как было до этого, и в конце, когда звук уже затихает, он проходит сквозь ударную установку, которая растворяется, и проходит сквозь огонь. На этом клип заканчивается.
Момент, когда Меркьюри прыгал на ударную установку, находится на обложке сингла песни «Another One Bites the Dust» и на обложке ремикса этой песни в исполнении группы The Miami Project. Также кадры из клипа использовались в видео к песне «Radio Ga Ga».